# オイコニム
オイコニム (oeconym または oiconym ) は、伝統的な（社会の慣習や慣行として呼び習わすことが定着した）建物や住居自体の名称である。
ギリシャ語を基にして作られた専門用語であり、οἶκος あるいは oikos は建物や住居を意味し、ὄνομα あるいは onoma は名前という意味である。広義的には、この用語は建物や住居だけでなく、集落、村落及び都市など居住地の地名を指す場合がある。
すでに消滅集落となり、住民がおらず地名だけが存続しているだけの事例も存在する。例えば、アルゼンチンの廃墟の村であるヴィラ・エペクエン（Villa Epecuén）である。エペクエン湖のほとりに位置し、スペイン語でエペクエン（湖）の町と名付けられたが、気候変動によって、この地域には大量の雨が降るようになり、町は湖底に沈む時期が続いたことにより住民が離れた為である。

## 他の専門用語
「エコドモニム」 (ecodomonym) という用語は、居住地としての建物を具体的に言及する為に使用されることがある。「マンショニム」 (mansionym) という用語は、歴史的な邸宅を呼ぶ場合に使われる。（例:Daniel Boone Homestead） 家門または（歴史伝統あるものか近年のものかということを問わず）家名を冠号とする建物名、（農場全体を指す）農場名、（非農家の所有地・地所を指す）地所名などが、適当な相応しい名称の専門用語として用いられることになる。
個人名は伝統的に、バスク語、フィンランド語、ノルウェー語、スロベニア語及びその他の言語では、姓ではなく、愛称・ニックネームを用いて呼ばれることがある。これらの文化では、その土地建物の名称は多かれ少なかれ固定されたものとなっており、実際の姓や、最近購入したかどうか、その土地に引っ越したかどうかに関係なく、いつでもそこに住んでいる人々を指す場合がある。

## オイコニムの例

### ドイツ語
ドイツ語のオイコニム(ドイツ語: Hofname)は、地名を全ての住民に付けることによって、人々のおかれている環境の情報を把握するのに役立っている。知行制、領主裁判権、十分の一税、後援、農奴、関税権またはその他の租税権など過去に所有された場所に関連した地名のみについて正確に割り当てられた場所を明確に識別できる様に、オイコニムが必要であった。。
- 格式あるオイコニム:このタイプは、貴族または教会の地主の以前の所有物に由来している。
  - 特に中世初期の東方植民期には、そこに定住した創設者の家門に因んだ名前が付けられている。(例: -hausen, -heim, -hofen, -ing-, -weil/-wil-Namen )
  - 特にキリスト教の宗教用語に由来した地名である場合、封建領主の支配権の及ばない、教会領に統合された土地であると見做される。(例: Sankt- )

- 住民の名前またはその歴史的支配権に所縁のある地名を付ける。 
  - 部族名あるいは宗教や宗派の構成員に基づくもの:テューリンゲン族の住居 (Thuringeheim) に由来する「デュルクハイム (Dürkheim)」[14] 。ユダヤ人の城に由来する「ユーデンブルク (Judenburg)」[15][16][17][18]。

- 地形や景観などの自然環境に由来した地名を付ける。 
  - 近くの山、森、湖に基づくもの:元々は、岩壁を表わす「Felsberg」であり、岩壁を表わす「Fels」の方言のNörrまたはNürn と、 山を表わすberg の合成語で、付近にあった岩山に由来した「ニュルンベルク (Nürnberg)」[19]。

### アイスランド語

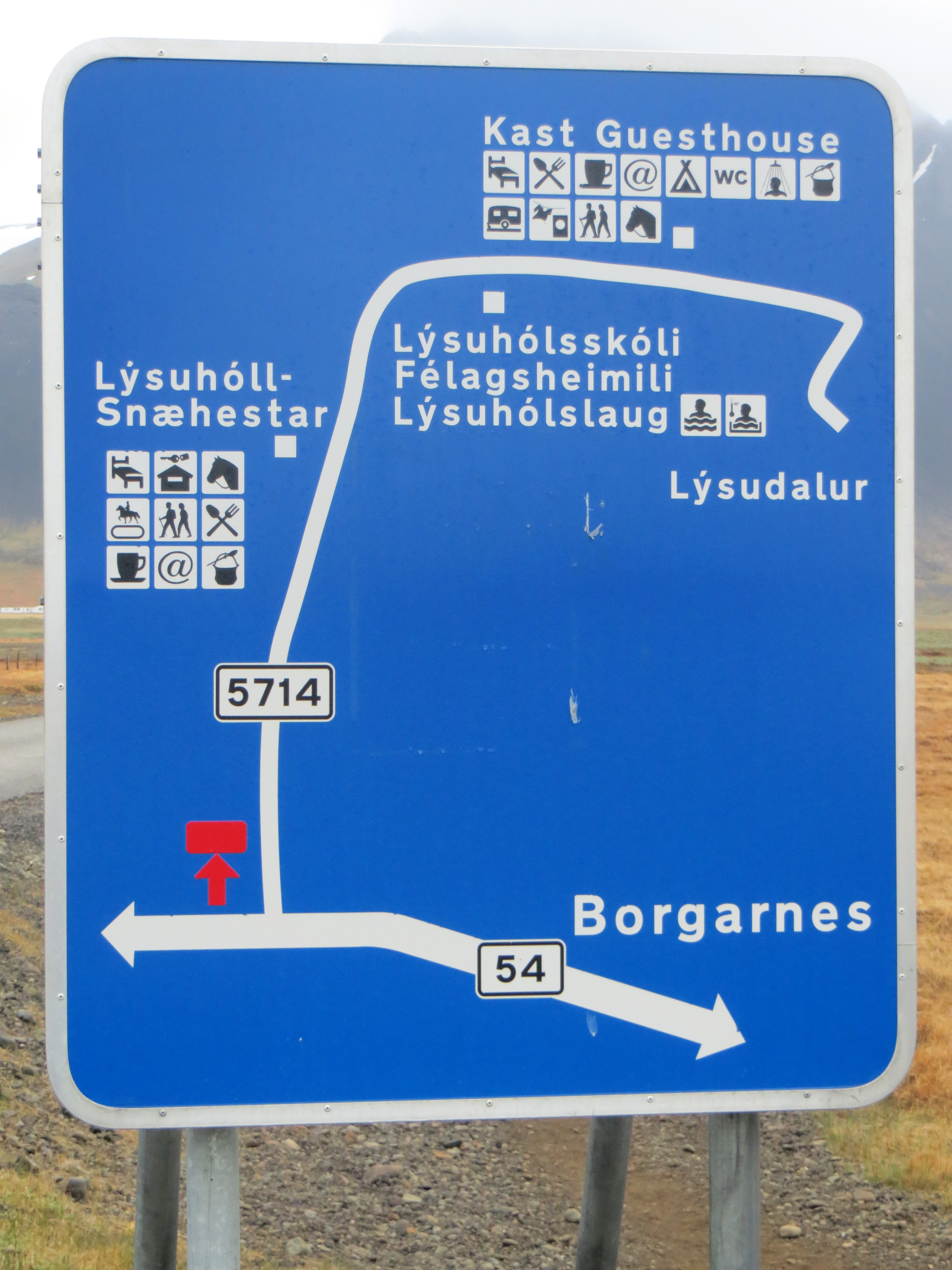
アイスランドのオイコニム (Lýsuhóll, Lýsudalur) が載った道路標識

居住者の名前と必ずしも一致しないオイコニムに関する明白な言及は、960年から1020年までの間の時代設定で書かれた13世紀のアイスランド語作品の『ニャールのサガ』の中に見られる。例えば、

Þar eru þrír bæir er í Mörk heita allir. Á miðbænum bjó sá maður er Björn hét og var kallaður Björn hvíti.
その地区には3つの農場があり、全て『Mörk』（モェルク）と呼ばれていた。真ん中の農場には、白のBjörnとして知られるBjörn [Kaðalsson]という男が住んでいた (148章)

ノルウェー語とフェロー語では、個人名に基づく地名の割合が4〜5％と低い場合があるのに対し、アイスランド語では約32％が個人名に基づいている。1953年以来、オイコニムは法律によって保護されており、アイスランドの農場は、特別委員会によって承認された登録名を持つ必要がある。アイスランドでは船旅が一般的になるにつれて、区別しなければならない農場の数が増え、より複雑な複合名を命名されるようになった。アイスランド語の複合オイコニムで、最も一般的な2番目の複合語の要素は、場所を意味する「-staðir 」であるが、（谷を意味する「-dalr 」、岬を意味する「-nes 」、丘を意味する「-fell 」土手を意味する「-eyrr 」等）地形を表わす接尾辞は、そのような要素の中で最大のグループを形成している。

### ノルウェー語

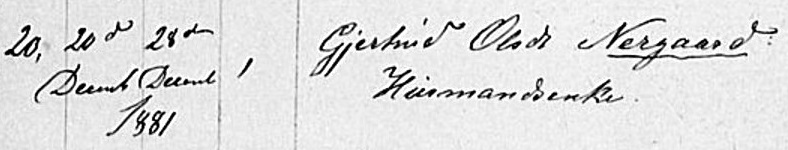
ノルウェー語でファーストネームを 「Gjertrud」 と、父称を「Olsdatter」 と、オイコニムを「Nergaard」 と表記した例。

ノルウェー語のオイコニム (ノルウェー語: gårdsnavn) は、地域の地理（丘など）、土地利用、植生、動物、特徴的な活動、民俗宗教、所有者のニックネームといった所有地に関連付けられた様々な要因に基づいている。このようなノルウェー語でのオイコニムは、1897年から1924年の間に発行された19巻から成る『Norske Gaardnavne』に収められている。このような地名の一般的な接尾辞には、「-bø 」、「-gaard 」/「-gård 」、「-heim 」/「-um 」、「-land 」、「-rud 」/「-rød 」、「-set 」等がある。1923年にノルウェーで可決された命名法(ノルウェー語: Lov om personnavn の後、多くの農村の人々は彼らが住んでいた農場の名前を姓として採用した。これらのオイコニムは、彼らが都市に引っ越したり、他の農村に移住したりした後も、姓として保持され、使用されている。ノルウェーでは、姓の70％はオイコニムに基づいたものであると推定されている。
伝統的なオイコニムの制度は、ノルウェー語が引き続き話されている地域社会であっても、米国へのノルウェー移民の間では維持されなかった。これは、アメリカの農場は伝統的な家族の邸宅ではなく単なる収入源として認識されているという文化の違いによるものであるが示唆されている。

### スロベニア語
スロベニア語のオイコニム (スロベニア語: hišno ime) は、一般に動植物や日常の生活用品など、あまり大きな構造物ではなく身近で小さいものに由来するものが多い。例として、流しの下水口を意味する 「pri Vrtaču 」、雄羊を意味する 「pri Ovnu 」、シデを意味する 「pri Gabru 」、ラムソンを意味する 「pri Čemažarju 」などがある。伝統的に所有物に関連付けられている活動・行動として、植樹・植林を意味する 「pri Sadjarju 」がある。元の所有者の名前またはニックネームから由来することもあり、Annieから「priAnčki 」が派生している。他にコミュニティ内での（以前の）役割から、市長・町長を意味する「pri Španu 」、所有地（または所有品）の物理的位置から、上を意味する「pri Zgornjih 」、または新旧や年齢を表わす単語を基に古い学校を意味する「Stara šola 」、職業を表わす単語より洋服屋を意味する「pri Žnidarju 」、個人の資質を表わす単語より裕福を意味する「pri Bogatu 」、または他の注目すべき特徴、例えばアメリカからの移民なら「pri Amerikanu 」といったオイコニムがある。所有地は大抵、位置を表わす語句（Gaber農場の場合、「pri Gabru」）であり、住民は、その場所を基にした名詞からオイコニムが名付けられるか（Gaber農場出身の男性の場合、「Gaber」)、派生名詞を基に名付けられ(Gaber農場出身の女性の場合、「Gabrovka 」）、あるいは名詞から派生形容詞を作り、ファーストネームの前に前置する（Gaber農場出身のJožeという名前の男性の場合、「Gabrov Jože 」であり、Gaber農場出身のMarijaという名前の女性の場合、「Gabrova Marija 」)。よく知られているスロベニア語の例は、作家のLovro Kuharのことである。彼はペンネームのPrežihov Vorancの方が良く知られているが、これは文字通りPrežih農場出身のVorancという意味である。スロベニア語のオイコニムは、墓石に複数の名詞から派生した形容詞が彫られるが (Gaber農場出身の人物の場合、「Gabrovi 」)、姓については全く墓碑銘に彫られないこともある。